# Rok Sanda
Rok Sanda, slovenski pisatelj, dramatik, režiser in scenarist, * 11. julij 1985, Brežice.

## Življenje
Odraščal je na Senovem, kjer je obiskoval Osnovno šolo XIV. divizije Senovo, nato pa se je izobraževal na Gimnaziji Brežice. Po končani srednji šoli je več let aktivno ustvarjal na alternativni glasbeni sceni, nakar je pri 27. letih odšel na študij angleške književnosti in kreativnega pisanja na University of East Anglia (Norwich, Združeno kraljestvo), kjer je leta 2015 diplomiral.
Po končanem študiju je začel z ustvarjanjem v Sloveniji na gledališkem, filmskem in literarnem področju. Od leta 2013 prireja tudi delavnice kreativnega pisanja.

## Delo
S pisanjem se je ljubiteljsko ukvarjal že v srednji šoli s pisanjem raznih zgodb, pesmi in kot tekstopisec in vokalist glasbene skupine Alternativa. Po vrnitvi iz tujine je v Posavju ustanovil Little Rooster Productions znotraj katerega ustvarja od 2014.
Je prejemnik zlatega znaka JSKD za ustvarjanje na gledališkem področju in več drugih nagrad za gledališko ustvarjanje.

### Drame
- Gastarbeiter (2014)
- Ikarus (2015)
- Feniks (2017)
- Poštna prevara (2017)
- Skiner (2018)
- Vsa ta praznina (2021)
- Ograja (2022)
- V bunkerju (2022)
- Terme Bohor (2024)
- Pionir novega sveta (2025)

#### Adaptacije
- O miših in ljudeh (2019)
- Obisk Gospodične Medične (2022)
- Silvestrska sprava (adaptacija za dve osebi) (2023)

### Filmski scenariji
- Gastarbeiter (2014)
- Dora (2015)

### Režije

#### Gledališče
- Gastarbeiter (DKD Svoboda Senovo, 2014)
- Ikarus (Little Rooster Productions
- Feniks (Little Rooster Productions, 2017)
- Poštna prevara (KUD Vesel teater, 2017)
- Skiner (Little Rooster Productions, 2018)
- Ograja (Little Rooster Productions, 2022)
- Silvestrska sprava (DKD Svoboda Senovo, 2023)
- V bunkerju (Little Rooster Productions & Pionirski teater, 2024)
- Terme Bohor (DKD Svoboda Senovo, 2024)
- Ena na milijon (Društvo SNG Kranj, 2025)

#### Film
- Gastarbeiter, kratki film (Little Rooster Productions, 2014)
- Dora, kratki film (Little Rooster Productions, 2016)
- Contour Slovenia: Na meji s kolesom, dokumentarni celovečerec (Vihar Media, 2022)

## Nagrade in nominacije
- 2016 – Posebno priznanje za dramsko besedilo Ikarus, Linhartovo srečanje, JSKD
- 2016 – Matiček za gledališko predstavo Ikarus, Linhartovo srečanje, JSKD
- 2017 – Nominacija za Slavka Gruma za tekst Ikarus, Teden slovenske drame
- 2017 – Matiček za gledališko predstavo Feniks, Linhartovo srečanje, JSKD
- 2018 – Zlati znak JSKD za gledališko ustvarjanje, JSKD
- 2019 – Bronasta prešernova plaketa, Zveza kulturnih društev Krško
- 2019 – Priznanje Občine Krško za posebne dosežke
- 2024 – Srebrna prešernova plaketa,Zveza kulturnih društev Krško
- 2024 – Nominacija za najboljšo kratko zgodbo, Sodobnost